# The Devil's Coach Horses
The Devil's Coach Horses es un ensayo publicado en 1925 por el escritor y profesor de Filología británico J. R. R. Tolkien, en el que pone su atención sobre las monturas del diablo llamadas eaueres en el inglés medio del opúsculo sagrado Hali Meiðhad. Esta palabra está traducida al inglés actual como boar (‘jabalí’) en la edición del opúsculo publicada en 1922 por la Early English Text Society.
Esa traducción llama la atención al referirse a las mismas monturas que la Vulgata Clementina llama en latín jumenta (‘jumentos’, ‘caballos de tiro’) en Joel 1:17 (computruerunt jumenta in stercore suo).
Tolkien dedujo que, más que de la palabra en inglés arcaico eofor (‘jabalí’, en alemán Eber), eaueres deriva de la palabra eafor (‘caballo de carga’), del verbo aferian (‘transportar’), relacionado con la palabra en inglés medio aver (‘caballo de tiro’), que aún se conserva en los dialectos del norte de Inglaterra. La raíz proto-germánica *ab- (‘energía’, ‘vigor’, ‘trabajo’) de la palabra es cercana a la latina opus.

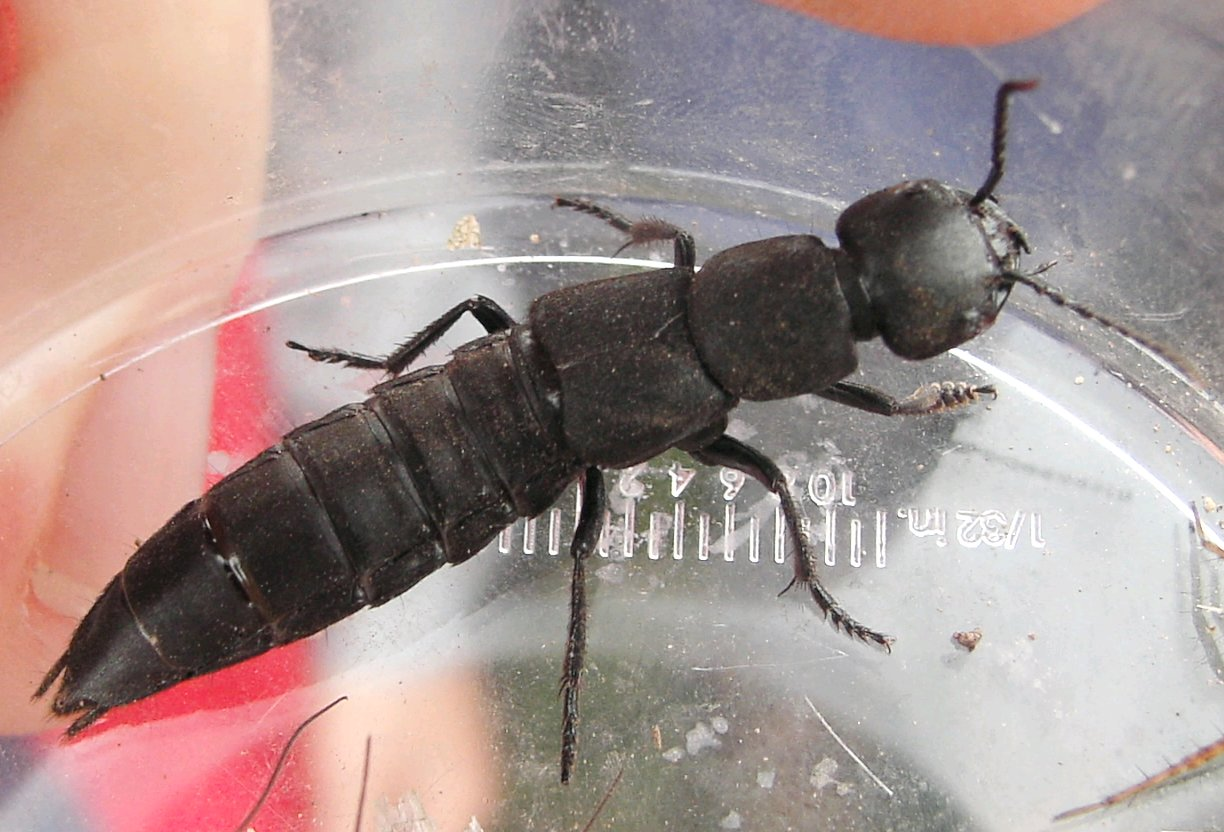
Un escarabajo errante (Ocypus olens), animal que da título al ensayo.

El título del ensayo es un juego de palabras intraducible, puesto que la expresión, en vez del literal ‘los caballos de tiro del diablo’ que tendría que ver con el contenido del ensayo, es el nombre común del escarabajo errante (Ocypus olens), uno de los miembros más corrientes de la familia de los Staphylinidae.